# Макроструктура
Макрострукту́ра (рос. макроструктура, англ. macrostructure, нім. Makrogefüge n, Makrostruktur f, Grobstruktur f) — будова твердих тіл, зокрема металу, мінералу, штучник каменів (бетону) яку людина бачить неозброєним оком або при невеликому (до 25 раз) збільшенні за допомогою лупи. Макроструктуру вивчають на плоских зразках — темплетах виробу або заготовки, а також на зломах виробу.
При дослідженні макроструктури можна виявити порушення цілісності металу (раковини, газові бульбашки, розшарування, тріщини тощо). Виявити розподіл домішок і неметалевих включень, форму і розташування кристалітів у тілі зразка, а іноді навіть особливості будови окремих зерен металу.
Розрізняють макроструктуру мінерального остову бетону: каркасну (контактну), напівкаркасну (порову) і безкаркасну (базальну) в залежності від вмісту щебеню в суміші.